# Maciej Sobczyk
Maciej Sobczyk (* 16. Dezember 1990 in Tuchów) ist ein österreichischer Fußballspieler polnischer Abstammung.

## Karriere
Sobczyk begann seine Karriere beim DSV Fortuna 05. 2003 wechselte er zum Wiener Sportklub. 2006 kam er in die AKA St. Pölten, in der er bis 2009 spielte. Ab 2009 kam er für die Amateure des SKNV St. Pölten zum Einsatz. Mit St. Pölten II stieg er im selben Jahr in die Landesliga auf.
Im August 2009 debütierte er in dieser, als er am ersten Spieltag der Saison 2009/10 gegen den SKU Amstetten in der Startelf stand. Im September 2009 gab er sein Debüt für die Profis von St. Pölten in der zweiten Liga, als er am zehnten Spieltag jener Saison gegen den FC Admira Wacker Mödling von Beginn an zum Einsatz kam und in der 57. Minute durch Stephan Zwierschitz ersetzt wurde. Dies blieb allerdings ein einziger Einsatz für St. Pölten.
Zur Saison 2011/12 wechselte Sobczyk zum Regionalligisten SV Horn. Mit Horn stieg er zu Saisonende in die zweithöchste Spielklasse auf. In der Aufstiegssaison kam er zu sechs Einsätzen in der Regionalliga, in denen er ohne Treffer blieb.
Nachdem er in der Hinrunde der Saison 2012/13 zu keinem Einsatz für Horn gekommen war, wechselte er in der Winterpause jener Saison zum fünftklassigen FC Tulln. Mit Tulln stieg er zu Saisonende in die Gebietsliga ab.
Zur Saison 2016/17 wechselte er zur achtklassigen ÖTSU Großmugl. In der Winterpause der Saison 2017/18 schloss er sich dem FC Polska Wien an, mit dem er zu Saisonende in die siebtklassige 1. Klasse aufstieg.

## Persönliches
Sobczyk wurde 1990 im polnischen Tuchów geboren. Mit seiner Familie zog er 1992 nach Wien nach Österreich. Sein Bruder Alex (* 1997) ist ebenfalls Fußballspieler.